# Mauricio Castro
Mauricio Fernando Castro Matamoros (Tegucigalpa, Honduras; 11 de agosto de 1981), futbolista hondureño que juega para el New England Revolution de la Major League Soccer de los Estados Unidos.

## Biografía
Mauricio 'Pipo' Castro es un jugador hondureño que participa con el New England Revolution de la Major League Soccer de los Estados Unidos. Este mediocampista, nació el 11 de agosto de 1981 en Tegucigalpa, Honduras. hijos (3) Enzo castro, Maurizio Alessandro y Katherine Yanel.
Mauricio Castro creció siendo admirador del volante hondureño: César Obando, a quien considera su ídolo. De niño, fue aficionado del Club Deportivo Olimpia, pero su padre y abuelo lo llevaron a las divisiones inferiores del Club Deportivo Motagua, donde se desarrolló como futbolista. Con este club, su carrera deportiva despegó en el año 2002.
Con el Motagua, Mauricio participó hasta el 2004 cuando fue fichado por el Club Universidad también de la capital del país. En el 2005 Castro se movió a Comayagua donde participó con el Hispano Fútbol Club. En ese Club, Castro tuvo su mejor temporada, hasta convertirse en el jugador más importante del equipo. 
En el año 2007, antes que terminara su contrato con el Hispano, el 'Pipo' Castro firmó para el Club Deportivo Olimpia. Esto provocó un malestar dentro del cuerpo técnico del equipo dirigido por el entrenador Edwin Pavón, así también en la directiva del Hispano.
Estos hechos, llevaron al técnico a marginarlo del equipo por el resto de la temporada.
A su llegada al Olimpia, Mauricio  el 'Pipo' tuvo la oportunidad en el 2008; de ser observado por el técnico Steve Nichol del New England Revolution a quien impresionó con su talento futbolístico por lo que recomendó su contratación a la directiva. Fue así como este jugador se convirtió en el segundo hondureño en participar con este equipo, luego de que lo hiciera el también volante: Alex Pineda Chacón.
El 29 de marzo del 2008; Mauricio "Pipo" Castro hizo su debut oficial en la Major League Soccer en el partido que el New England Revolution batió por 3-0, a los campeones del Houston Dynamo en el Gillette Stadium.
A media temporada, Castro participó con el Revolution en el torneo Interliga (México-Estados Unidos). En ese torneo la colaboración de 'Pipo' fue importante para que el equipo lográse el título en contra del Houston Dynamo. 
Al término de la temporada 2008, el 'Pipo' Castro logró avanzar hasta los cuartos de final con su equipo. Su buen rendimiento con el Revolution le permitió quedarse para la temporada 2009. 

### Selección nacional
Mauricio 'Pipo' Castro formó parte de la selección de fútbol de Honduras que participó en la Copa UNCAF 2007 celebrada en El Salvador, bajo el mando del técnico: José de la Paz Herrera, donde Honduras logró clasificar a la Copa oro de la Concacaf mediante un repechaje ante Nicaragua. 
Curiosamente, la siguiente convocatoria de Castro llegó para la copa de Naciones UNCAF 2009.

## Clubes
| Club                   | País           | Año       |
| ---------------------- | -------------- | --------- |
| Club Deportivo Motagua | Honduras       | 2002-2004 |
| Broncos UNAH           | Honduras       | 2005      |
| Hispano Fútbol Club    | Honduras       | 2006      |
| Club Deportivo Olimpia | Honduras       | 2007      |
| New England Revolution | Estados Unidos | 2008      |
| Atlético Choloma       | Honduras       | 2012      |

## Palmarés

### Campeonatos nacionales
| Título                              | Club | País     | Año |
| ----------------------------------- | ---- | -------- | --- |
| Liga Nacional de Fútbol de Honduras |      | Honduras |     |

### Copas internacionales
| Título         | Equipo (*) | País           | Año  |
| -------------- | ---------- | -------------- | ---- |
| Copa Interliga | U.S.A.     | Estados Unidos | 2008 |

(*) Incluyendo la selección

### Distinciones individuales
| Título | Equipo (*) | País | Año |
| ------ | ---------- | ---- | --- |
|        |            |      |     |

(*) Incluyendo la selección
- Datos: Q1008114